# Ilseder Hütte
A Ilseder Hütte é uma antiga fábrica de ferro em Ilsede (distrito de Peine) na Baixa Saxônia, Alemanha.

## História
Financiado pelo banco Ephraim Meyer & Sohn Carl Hostmann fundou uma empresa siderúrgica baseada em supostos campos de carvão e minério nessa área. Embora não houvesse campos de carvão suficientes, a empresa, denominada "Bergbau und Hüttengesellschaft zu Peine", foi fundada em 1853. Esta empresa terminou em insolvência durante uma crise econômica em 1858.
Sob Fritz Hurtzig e Carl Haarmann em 6 de setembro de 1858, a "Aktiengesellschaft Ilseder Hütte" assumiu o controle dos ativos e, em 1861, a produção começou. Apesar da situação geográfica desfavorável do local, a fábrica prosperou e expandiu rapidamente seus negócios.
Na era do Império Alemão, a empresa se tornou um dos principais players da indústria de carvão e aço da Alemanha. Em 1872, um laminador foi adicionado e, em 1879, um terceiro alto-forno começou a trabalhar.
Em 1928, o Ilseder Hütte tomou um empréstimo de US$ 10 bilhões do National City Bank de Nova York.
Em 1929, a abertura do Canal Mittelland reduziu os custos de transporte.
A Segunda Guerra Mundial não causou danos e a empresa expandiu-se até a crise econômica da década de 1970.

## Fusões
Em 1970, a empresa se fundiu com a estatal Salzgitter AG. A mineração terminou em 1978 e em 1983 o último alto-forno foi encerrado.
Em 1989, a empresa passou a fazer parte da Preussag Preussag interrompeu em 1995 as demais peças produtivas, como coqueria, usina e subprodutos.

A área se tornou um parque industrial. O edifício do motor de sopro está sendo usado para vários eventos, enquanto o edifício de produção a vapor foi demolido na primavera de 2010. 

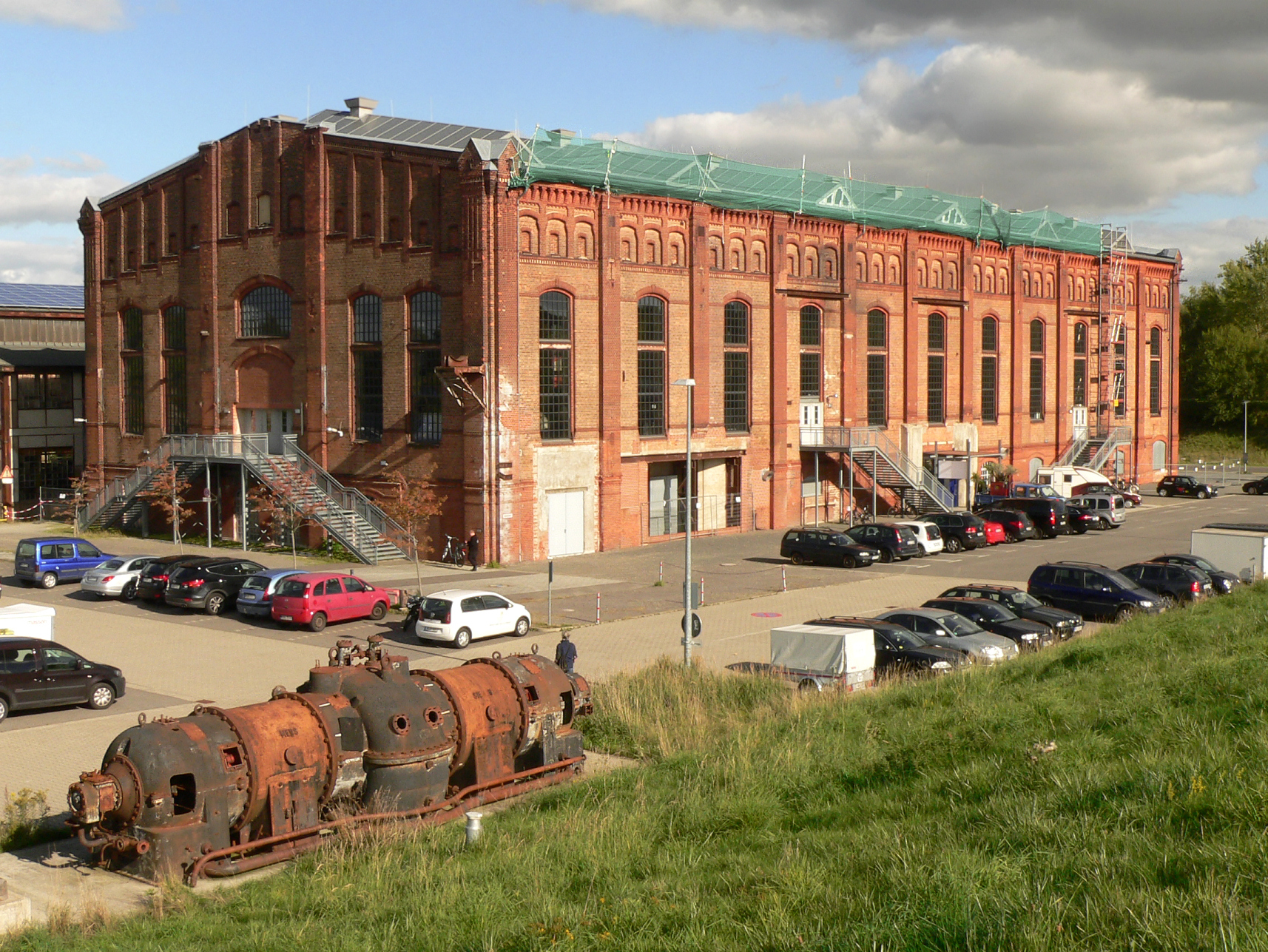
Antigo prédio do motor de sopro de Ilseder Hütte, em frente a uma turbina de Ljungström
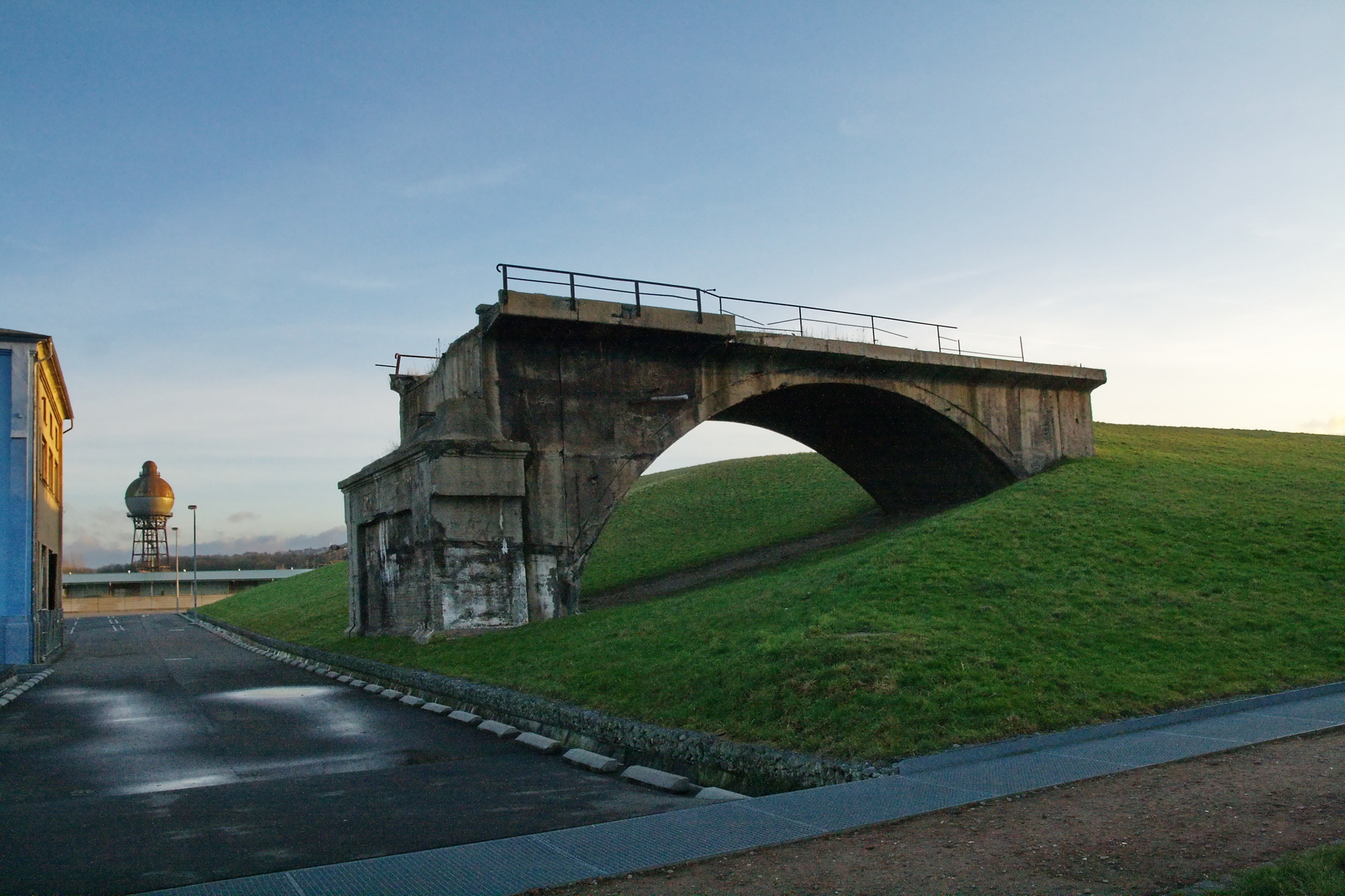
Restos de uma ponte no parque industrial Ilseder Hütte, 2008
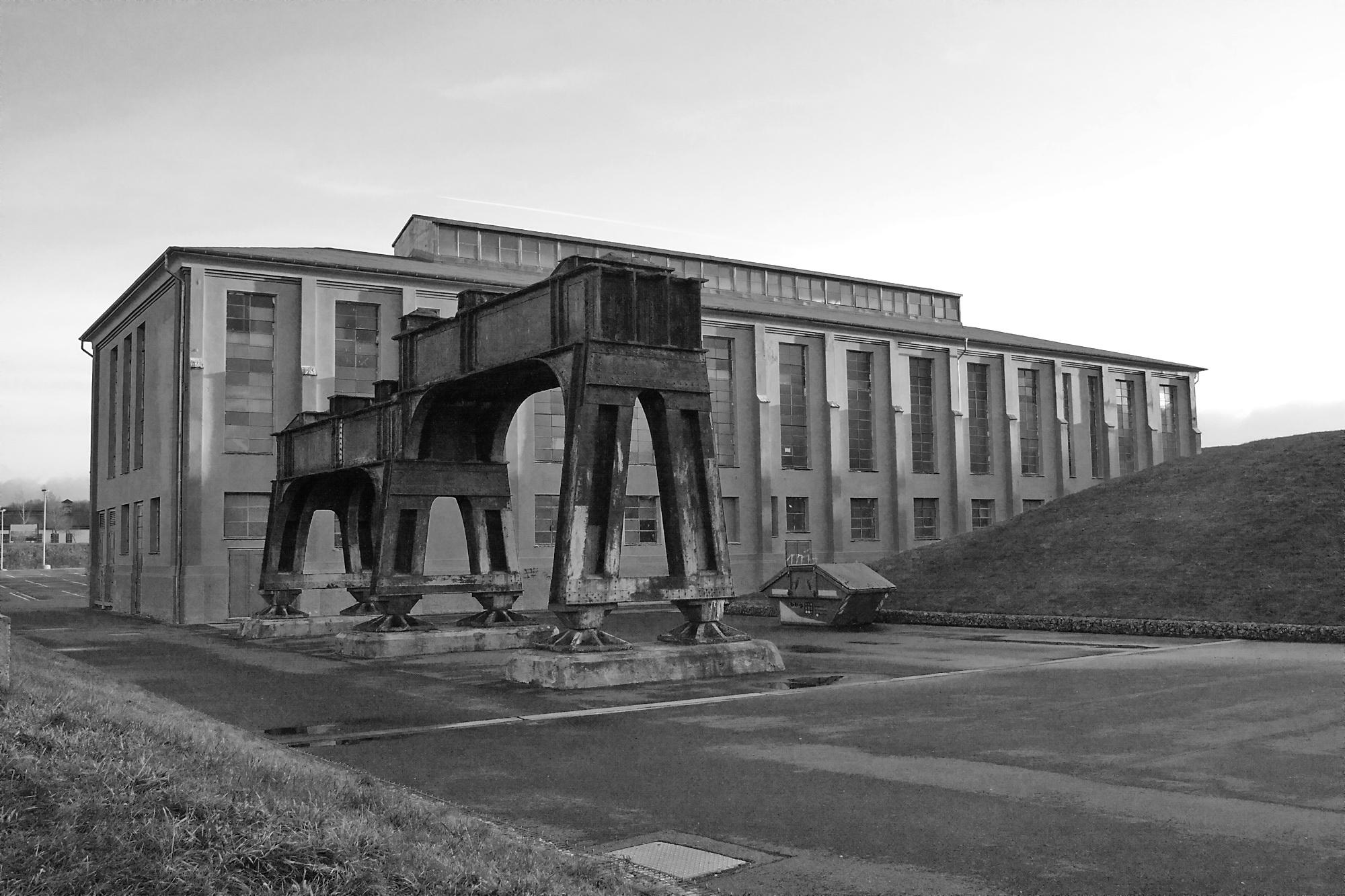
Antigo edifício de produção de vapor Ilseder Hütte, 2008
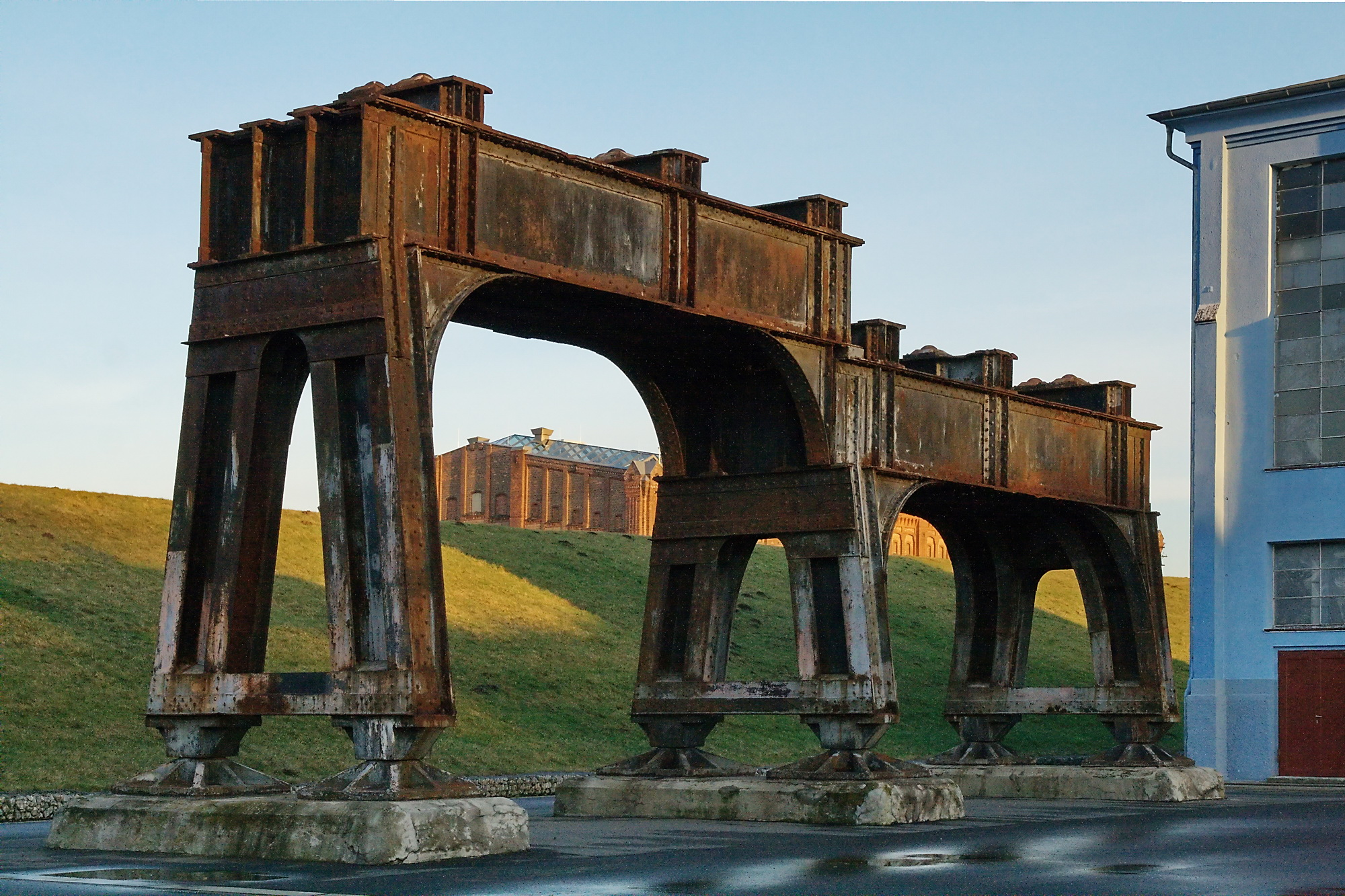
Local próximo ao edifício de produção de vapor de Ilseder Hütte, 2008